# Bertha Sánchez
Bertha Sánchez, född 4 november 1978, är en friidrottare från Colombia. Han deltog vid olympiska sommarspelen 2008.